# Ruppertshofen, Baden-Württemberg
Ruppertshofen là một thị xã nằm ở huyện Ostalbkreis, thuộc bang Baden-Württemberg, Đức.